# Tvillingfallen

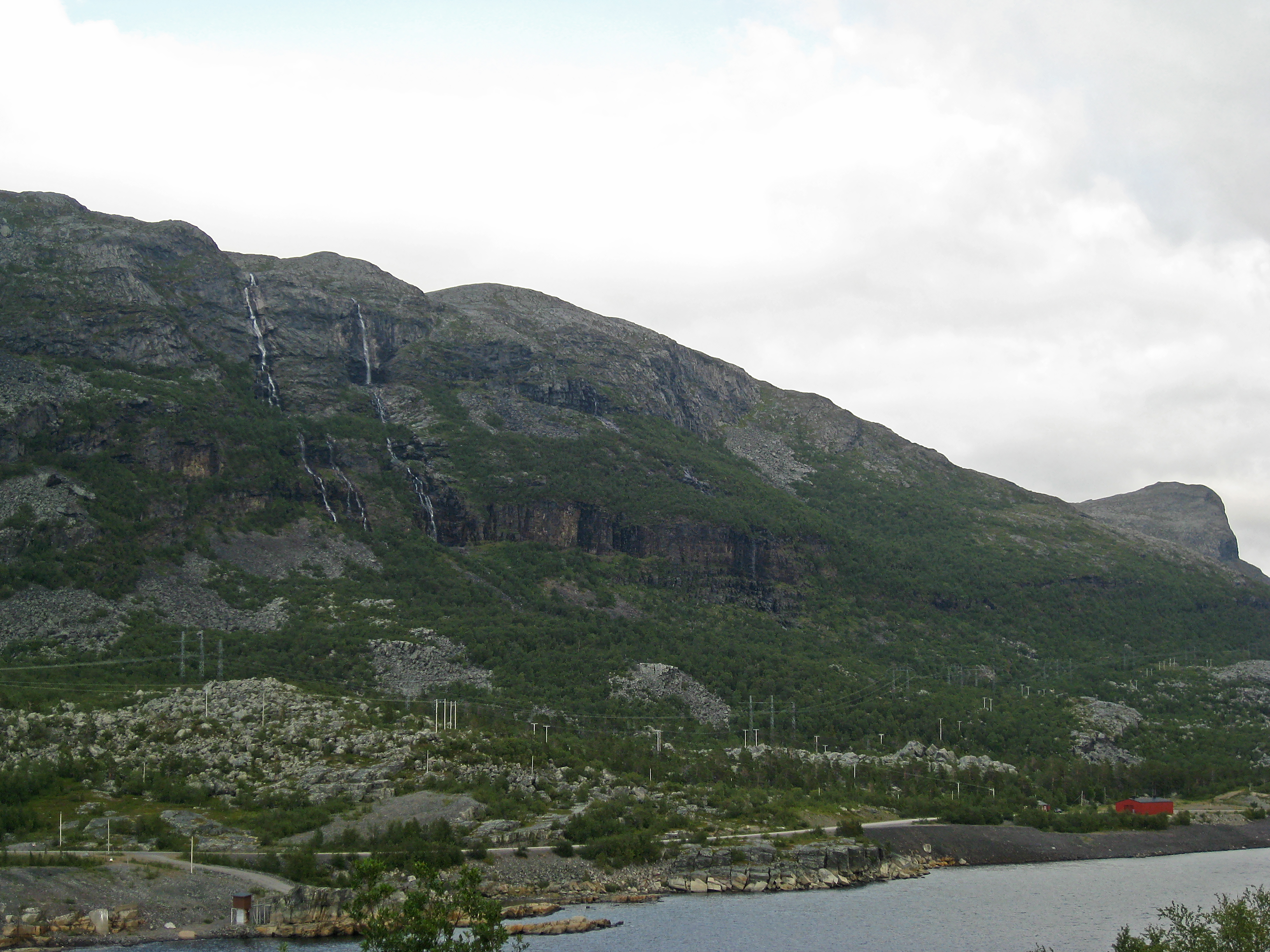
Tvillingfallen i Stora Sjöfallets nationalpark, nära Suorvadammen

Tvillingfallen,[källa behövs] eller Greven och Grevinnan, är två vattenfall i Stora Sjöfallets nationalpark i Gällivare kommun i norra Lappland. Fallen saknar officiella namn, men är sedan tidigare inofficiellt kända som Greven och Grevinnan bland lokalbefolkningen och isklättringsfantaster. Grevens totala höjd är enligt inofficiella uppgifter omkring 300 meter, och Grevinnans omkring 250 meter. Fallen uppmärksammades 2014 i Svenska Turistföreningens tidskrift Turist, då Claes Grundsten i en artikel ifrågasatte huruvida Njupeskär i Dalarna verkligen kunde fortsätta att inneha titeln som Sveriges högsta vattenfall. Tvillingfallen i Stora Sjöfallets nationalpark tycks nämligen vara mer än dubbelt så höga som Njupeskär, även om den lodräta, fritt fallande höjden är lägre. 
Tvillingfallen rinner ursprungligen från en liten glaciär på toppen av fjället Lulep Vákkáda 1 614 m ö.h., men själva vattenfallen börjar först vid foten av det lägre fjället Juolmme, 974 m ö.h. Varken fallen, forsen som mynnar ut i fallen, eller glaciären som förser forsen och fallen med vatten är namngivna på Lantmäteriets fjällkarta BD8.